# Gaceta refractaria

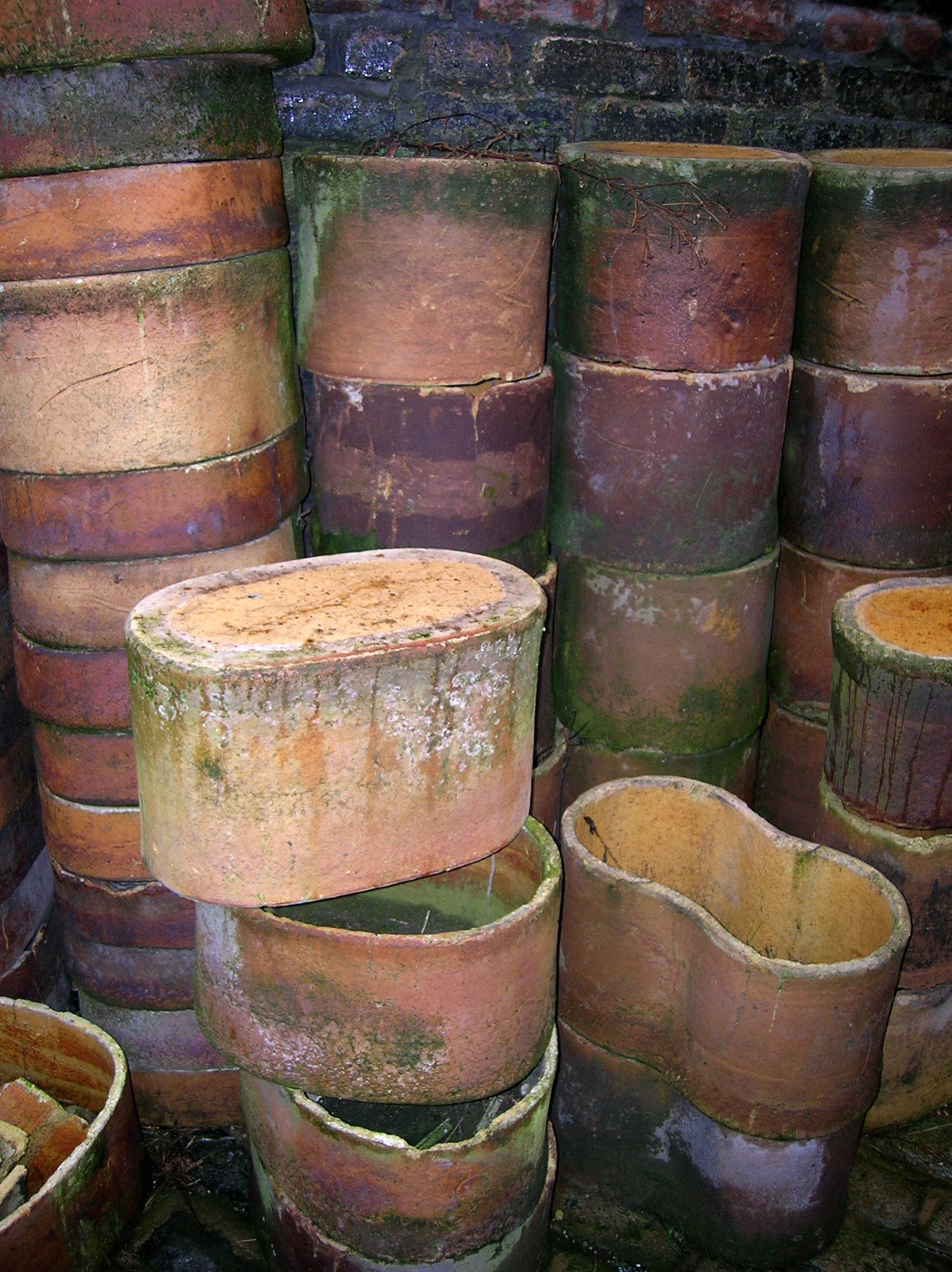
Gacetas expuestas en el Gladstone Pottery Museum.

La gaceta refractaria (llamada también saggar, palabra inglesa que deriva de «salvaguarda»,) es un recipiente de arcilla refractaria utilizado para la protección de las piezas durante el horneado y cocción del gres, arcilla, cerámica y porcelana, en hornos de leña o de carbón.

## Su utilización
La gaceta cualquiera que sea su forma, tiene la función de preservar la blancura de las piezas de porcelana o de la cerámica, mediante la protección de la llama directa, así como de los gases, humos o residuos de ceniza con el aislamiento de la atmósfera del horno.

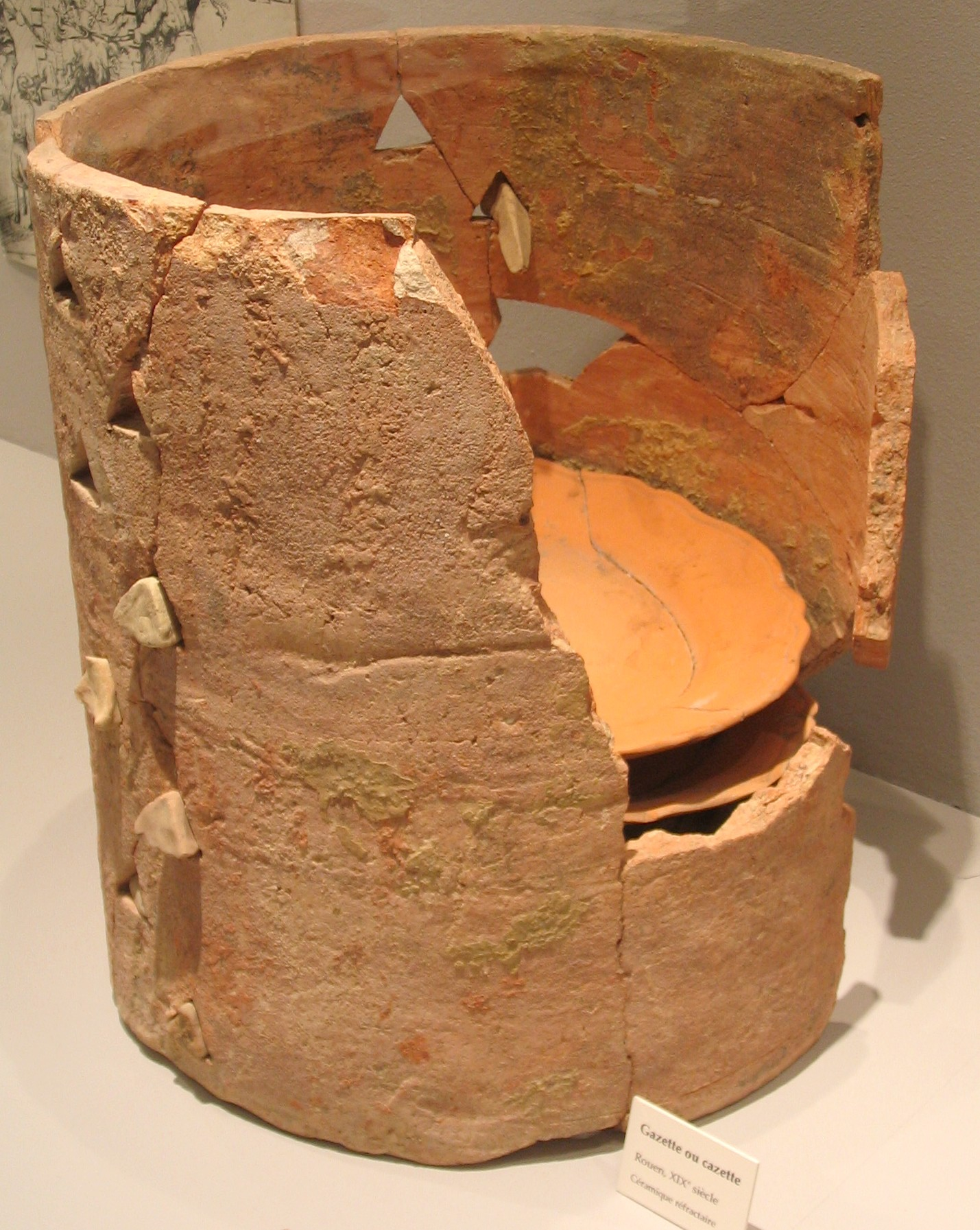
Gaceta del ; las marcas del horno son visibles en los agujeros triangulares de la pared de la caja. Museo de cerámica de Rouen.

Este proceso fue utilizado en los hornos de leña y carbón de cualquier tipo, hasta la introducción de técnicas  más modernas con los hornos de mufla, en los que la llama pasa por conductos interiores separados por muros de ladrillos de las piezas que se han de cocer. Según épocas y lugares las gacetas eran de forma redonda o rectangular, para un solo objeto o una serie completa de piezas pudiéndose apilar dentro del horno para mejor aprovechamiento del espacio. En regiones de Asia, las piezas que más se protegían individualmente eran especialmente las de porcelana.
En los hornos de porcelana europeos del siglo XIX, las piezas eran depositadas sobre piezas refractarias de forma cilíndrica que se apilaban las unas sobre las otras y entre ellas se depositaban las obras de las futuras porcelanas, donde obtenían la primera cocción a 900º. Los cilindros y las gacetas realizadas en tierra refractaria, protegían de las llamas a las piezas que eran sometidas a una temperatura de 1380º en una segunda cocción.
En un horno como el de Casseaux de Limoges, las cargas del horno eran considerables: cinco toneladas de porcelana y 35 toneladas de gacetas refractarias, el tiempo de cocción estaba alrededor de 40 horas y la carga de combustible era de 15 toneladas de carbón; durante la cocción podían surgir muchas dificultades, incluyendo el derrumbamiento de las filas de las gacetas. Una ausencia de medios de control mecánicos, obligaban a los alfareros a tener el horno siempre vigilado hasta el fin de la cocción.
Las gacetas para porcelana debían estar realizadas de arcilla muy pura. De lo contrario los materiales ferruginosos o de otras substancias minerales contenidas en las gacetas de menor calidad se vaporizaban por el calor y podían teñir o velar de forma no deseada la porcelana, con lo que esas piezas quedaban inservibles para la venta.

## Reciclado como material de construcción

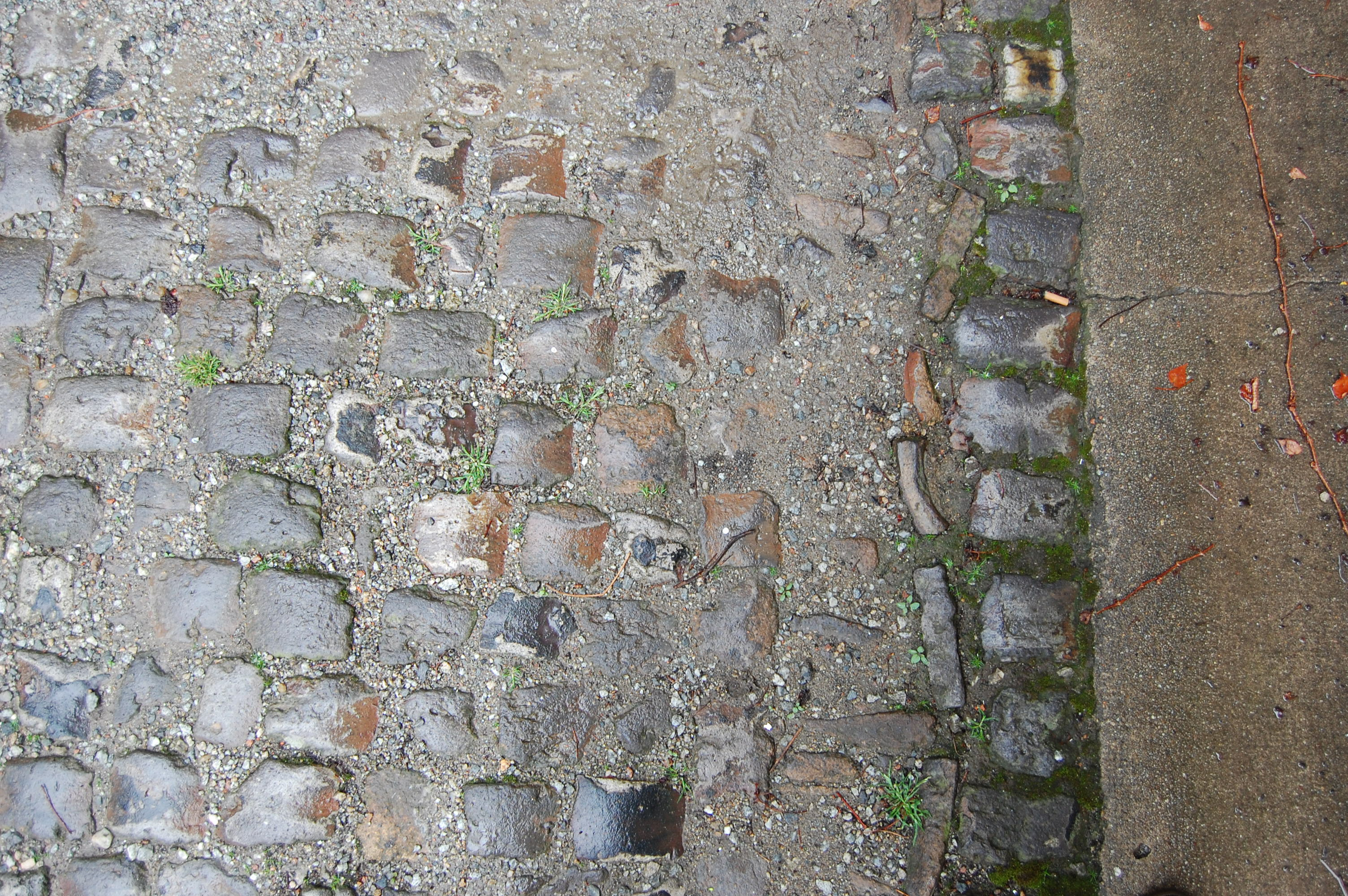
Pavimento formado por gacetas en el centro de la ciudad de Limoges.

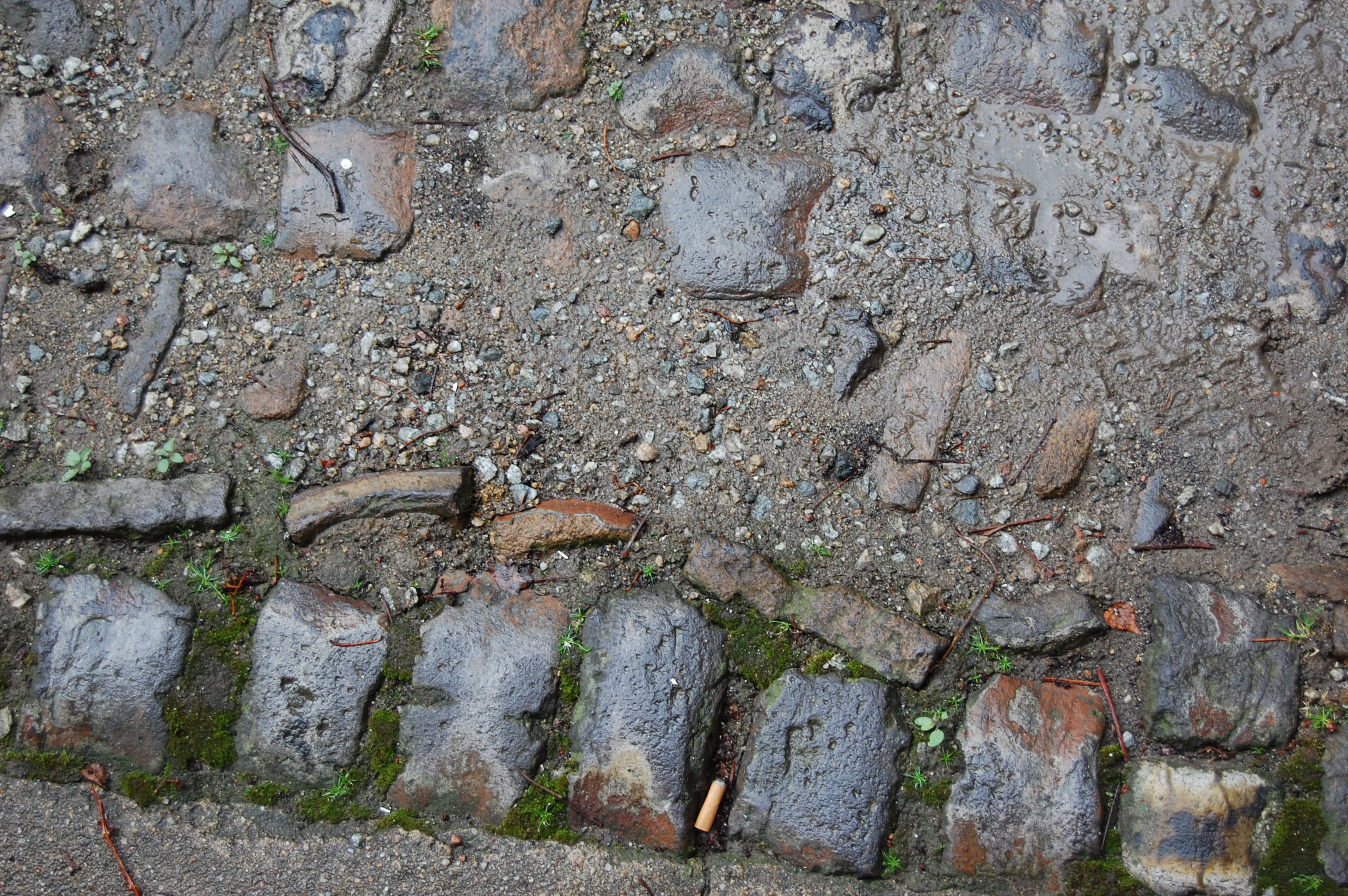
Detalle del pavimento de gacetas en el centro de la ciudad de Limoges

Las gacetas fueron recicladas en los siglos XIX y XX en las ciudades alfareras como material de construcción. Se utilizaban en la construcción de edificios, cocinas, dependencias e incluso en la vía pública.  Las ciudades de Limoges y Vierzon son en las que es más posible encontrar las gacetas aprovechadas tanto en construcciones privadas como en las aceras públicas.